# Dieter Grabe

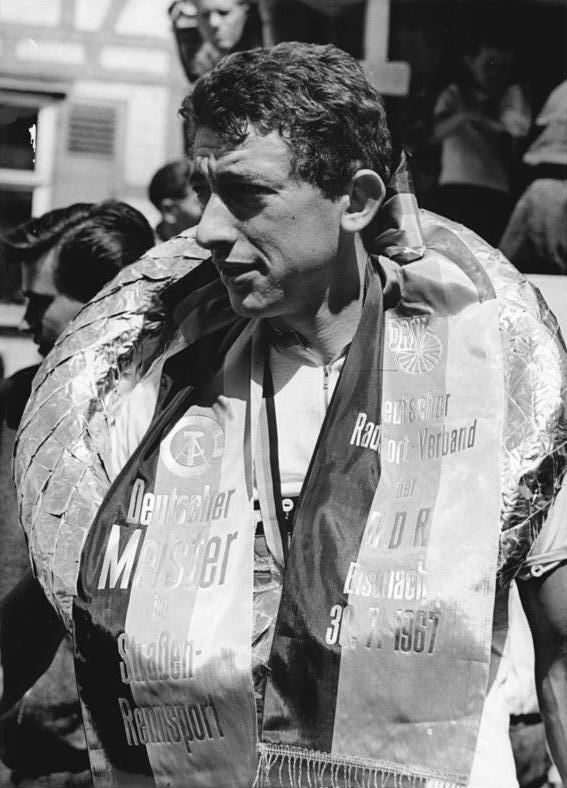
Dieter Grabe nach dem Sieg bei den DDR-Meisterschaften in Eisenach 1967

Dieter Grabe (* 13. September 1945 in Bennewitz) ist ein ehemaliger deutscher Radrennfahrer. Er war in den 1960er Jahren in der DDR aktiv.

## Sportliche Laufbahn
Grabe, der in Torgau aufwuchs, begann ab 1963 organisiert Radsport zu betreiben. Sein erster Verein war die BSG Motor Torgau, wo er von Trainer Rainer Seiffert betreut wurde. Auf sein Talent machte er schon 1964 als Jugend-Vizemeister bei den DDR-Meisterschaften aufmerksam. Seinen ersten Auslandsstart hatte er 1965 mit dem Start bei der CSSR-Rundfahrt, die er als 13. abschloss. Bereits mit 21 Jahren feierte er mit Siegen beim gut besetzten Dresdener Rund um das Ostragehege, beim Radklassiker Rund um Berlin und mit dem Gewinn der DDR-Rundfahrt 1966 die ersten bedeutenden Erfolge im Männerbereich. Seine Dominanz bei der DDR-Rundfahrt unterstrich er mit den Auszeichnungen als aktivster Fahrer und als bester Nachwuchsfahrer. Zu dieser Zeit war er bereits Mitglied des SC DHfK Leipzig, einem der wichtigsten Radsportzentren der DDR. Die DDR-Rundfahrt wurde offensichtlich zu seiner Paradedisziplin, 1967 wurde er Dritter, 1968 gewann er das Rennen zum zweiten Mal.
1967 war für den 1,88 Meter großen Grabe die intensivste Radsportsaison. Bei den Ausscheidungsrennen zur Drei-Länder-Etappenfahrt Internationale Friedensfahrt erkämpfte er sich im Frühjahr einen Platz im sechsköpfigen DDR-Team. Damit hatte er den besonders geförderten Status eines Staatsamateurs erlangt. Als Jüngster der DDR-Friedensfahrt-Mannschaft pendelte er zunächst um den 30. Platz herum, bis er mit dem zweiten Platz auf der achten Etappe ein Achtungszeichen setzte. Das anschließende 40-km-Zeitfahren von Leipzig nach Halle bedeutete jedoch das Aus, nachdem er bei einem Sturz eine Gehirnerschütterung davongetragen hatte. Im Juli war er einer der aktivsten Teilnehmer bei den DDR-Straßen-Radmeisterschaften und holte sich verdient den Titel, nachdem er im Spurt die erfahrenen Konkurrenten Axel Peschel, Siegfried Huster und Klaus Ampler abgeschüttelt hatte. Dass er auch auf der Bahn Qualitäten vorweisen konnte, bewies er mit dem dritten Platz bei den DDR-Meisterschaften in der Einerverfolgung über 4000 Meter. Schließlich gehörte Grabe auch zum DDR-Aufgebot für die UCI-Straßen-Weltmeisterschaften 1967. Diese verlief für ihn wiederum enttäuschend, denn mit dem DDR-Vierer wurde er im Mannschaftszeitfahren nur Achter, und im Straßeneinzelrennen schied er erneut vorzeitig aus. Zu seinen Palmarès gehörten Siege bei Berlin–Cottbus–Berlin und Rund um die Braunkohle.
In der Saison 1968 konnte er sich nicht für die Friedensfahrt qualifizieren. Der zweite Platz beim Eintagesrennen Berlin-Fürstenberg-Berlin blieb sein einziger Podestplatz in nationalen Rennen im Frühjahr. In Ungarn siegte er im Etappenrennen Mecsek-Cup.
Die Teilnahme an den Olympischen Spielen in Mexiko geriet für die DDR-Straßenfahrer, zu denen auch Grabe gehörte, zu einem Fiasko. Nachdem der DDR-Vierer mit Grabe nur den 13. Platz belegt hatte, zog die Mannschaftsleitung alle Fahrer aus dem Einzelstraßenrennen zurück. National feierte er dagegen beachtliche Siege: DDR-Rundfahrt, Tribüne Bergpreis, Rund um den Scharmützelsee u.w.
1969 gehörte Grabe wieder zum DDR-Aufgebot für die Friedensfahrt. Er tat sich besonders bei den beiden Zeitfahretappen hervor, wo er einmal den fünften und einmal den achten Platz belegte. In der Endwertung kam er auf Rang 18, mit dem DDR-Team gewann er die Mannschaftswertung. Mit dem DDR-Eintagesrennen Tribüne Bergpreis siegte er in dieser Saison lediglich bei einem bedeutenden Radsportereignis. 1970 gewann Grabe neben dem Rund um Berlin auch noch den Klassiker Rund um die Hainleite. Außerdem startete er in Österreich bei der Zwei-Etappenfahrt Wien-Rabenstein-Gresten-Wien, wo er im Gesamtklassement Zweiter wurde. 1971 siegte er im Auswahlrennen Rund um Langenau.
1974 konnte er noch die Etappenfahrt Bokanyi-Cup in Ungarn und Rund um das Muldental gewinnen. Er schloss sich nach dem Ausscheiden aus dem Sportclub der BSG Lok Leipzig-Ost an. 1975 gewann er die Jahreswertung der Auswahlrennen für BSG-Sportler. Danach beendete er seine Laufbahn als Radsportler.

## Trivia
Grabe hat eine Schlosserlehre absolviert. Nach dem Ende seines Staatsamateur-Status arbeitete er bei der Deutschen Reichsbahn in Leipzig. Zu Beginn der 1980er Jahre schloss er sich dem Leipziger Fußballspitzenklub 1. FC Lokomotive Leipzig an und wurde dort im Management tätig. Nachdem der Klub 1991 in den VfB Leipzig umgewandelt worden war, kehrte Grabe zur Bahn zurück und arbeitete bis zu seinem Ruhestand als Elektroniker im Leipziger Bahnwerk West. Daneben engagierte er sich zeitweise bei Radsportteam Wiesenhof.